# Заповітне (селище)
Запові́тне — селище в Україні, у Водянській сільській громаді Василівському районі Запорізької області. Населення становить 1314 осіб.

## Географія
Селище Заповітне знаходиться за 5 км від села Дніпровка. На південно-західній околиці селища бере початок балка Попова. Поруч проходить автомобільна дорога Т 0805.

## Історія
- Біля села Заповітне досліджені два кургани кімерійців (IX—VIII ст. до н. е.).
- 1963 — дата заснування.

## Населення

### Мова
Розподіл населення за рідною мовою за даними :
| Мова            | Кількість | Відсоток |
| --------------- | --------- | -------- |
| українська      | 779       | 59.28%   |
| російська       | 533       | 40.56%   |
| румунська       | 1         | 0.08%    |
| інші/не вказали | 1         | 0.08%    |
| Усього          | 1314      | 100%     |

## Економіка
- Племзавод «Степний», ПАТ.

## Об'єкти соціальної сфери
- Школа.
- Дитячий садочок
- Медичний центр.
- Сільська рада.
- Стоматологія «Юлія»

1. ↑  Рідні мови в об'єднаних територіальних громадах України — Український центр суспільних даних